# 香港時報
《香港時報》（英語：Hong Kong Times），前稱《國民日報》，在1939年7月創刊，至1949年改名為《香港時報》，於1993年2月17日停刊。

## 歷史
1938年日本侵華，廣州淪陷，這引致大批難民湧入香港，同時多份中國報刊遷移香港出版。《國民日報》是當時國民黨港澳灣（即廣州灣，今廣東湛江一部分）總支部在港主辦報刊，集津滬港三家黨報的資材而重起爐灶，當中以宣傳國民黨的抗戰日本等策略為主，起初由陶百川主持，及後改由陳訓悆等人接任，直至1949年8月4日（星期四）正式改名為《香港時報》。由於虧損嚴重及臨近香港主權移交，於1993年停刊。雖然報章停刊，但仍保留註冊刊號「44」。其後沈誠創辦《新香港時報》，身兼社長及總編輯，於1995年亦告停刊。
《香港時報》結業後，其位於灣仔告士打道與盧押道交界的「香港時報大廈」（正名為「華夏大廈」）價值高達5.8億港元，但當時的國民黨黨營事業大總管劉泰英僅以1.9億港元出售，被稱賤賣國民黨產業。其後香港時報大廈在70日內轉售三次，獲利高達3.9億港元，傳說李登輝的妻子曾文惠分得2,000萬港元，其餘各級人員都有分潤。香港時報大廈現時已改建為「筆克大廈」。

### 歷任社長
- 陶百川
- 陳訓悆
- 曾恩波
- 許孝炎
- 陳寶森
- 黃德基
- 金達凱
- 蘇玉珍 [6]

## 風格
《香港時報》作為國民黨喉舌報，除報導親國民黨言論外，其體育版及副刊亦有一定影響力。體育版主力報導香港足球消息，由香港電台足球評述員盧震暄以筆名「原子塵」擔任主筆；而劉以鬯及陸離亦曾擔任副刊主編多年。前立法會議員黃毓民於1980年代任珠海書院新聞及傳播學系講師期間，亦在《香港時報》擔任採訪主任。

## 外部連結
- 香港報業公會：愛國報章與親台報章
- 香港報業公會：親台報紙退出香港